# Cyphostemma cristigerum
Cyphostemma cristigerum är en vinväxtart som beskrevs av Descoings. Cyphostemma cristigerum ingår i släktet Cyphostemma och familjen vinväxter. Inga underarter finns listade i Catalogue of Life.